# José Mouzinho
José Mouzinho (n. 27 decembrie 1885, Porto, Portugalia – d. 8 august 1965) a fost un călăreț ce a reprezentat Portugalia, medaliat olimpic. A participat la 2 ediții ale Jocurilor Olimpice (1924, 1928) în care a câștigat o medalie de bronz.